# Arthur Calame
Jean Baptiste Arthur Calame (* 8. Oktober 1843 in Genf; † 24. Februar 1919 ebenda) war ein Schweizer Landschafts-, Veduten- und Marinemaler sowie Illustrator der Düsseldorfer Schule.

## Leben
Calame war ein Sohn des Landschaftsmalers Alexandre Calame und seiner Ehefrau Amélie, einer Tochter des Genfer Malers und Musiklehrers Jean-Baptiste Müntzberger (1794–1878), die bei Franz Liszt studiert hatte und selbst Musik unterrichtete. Bei seinem Vater, den er auch auf Reisen begleitete, ging er von 1860 bis zu dessen Tod im Jahr 1864 in die Lehre. Anschliessend reiste er, wie 26 Jahre zuvor sein Vater, nach Düsseldorf. An der Kunstakademie Düsseldorf erhielt er seine Prägung durch den Landschaftsmaler Oswald Achenbach, der ihn von 1864 bis 1866  in seiner Landschafterklasse unterrichtete. Von 1866 bis 1868 war Calame Mitglied des Künstlervereins Malkasten. Am 7. Mai 1867 heiratete er Jeanne Victoria Laure Snell (* 1841). Calame unternahm zahlreiche Reisen in der Schweiz, nach Frankreich und Italien. Er war Lehrer des Landschaftsmalers Eugène Etienne Sordet (1836–1915).

## Werke (Auswahl)
- Ile Saint-Honorat, 1866

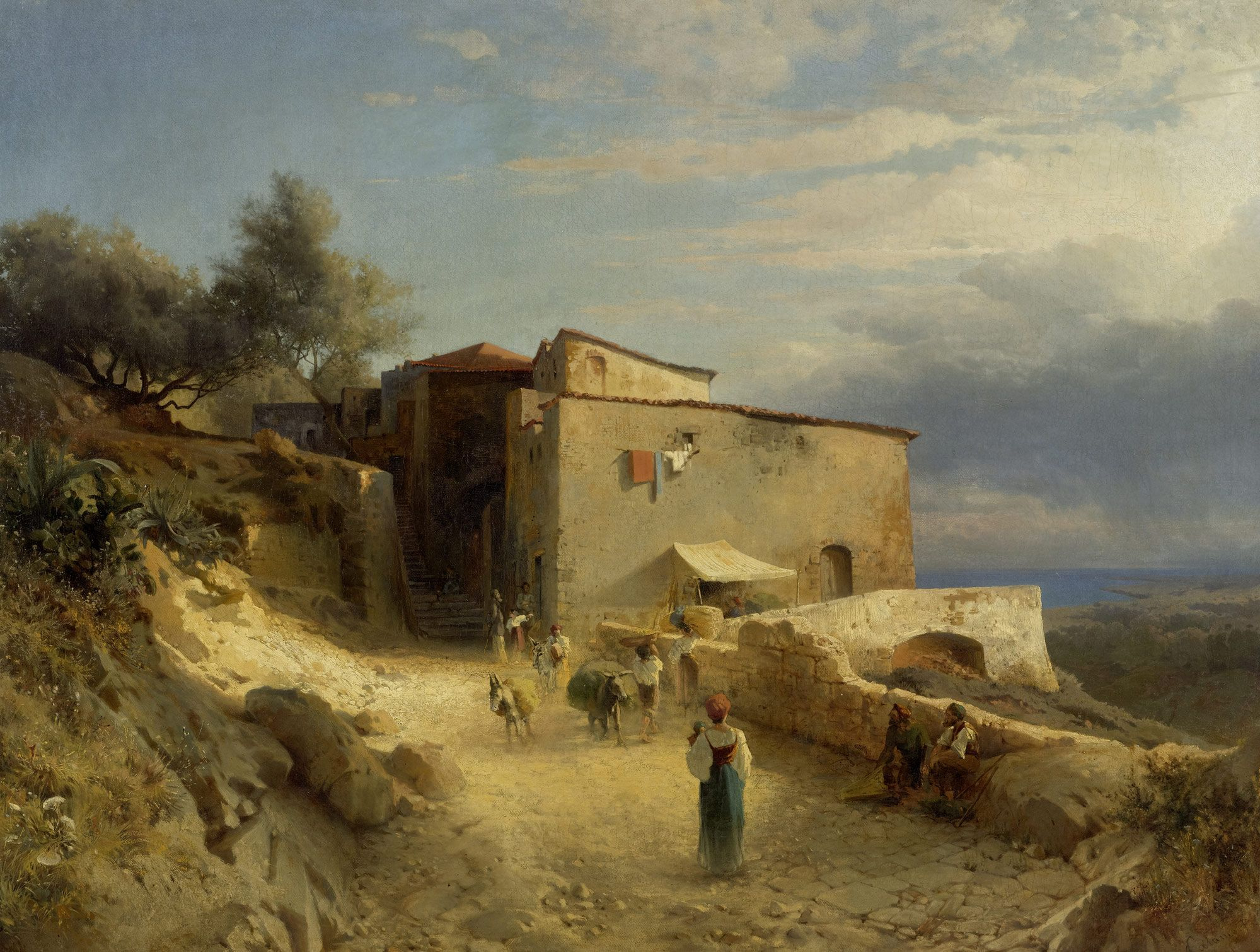
Italienisches Küstendorf

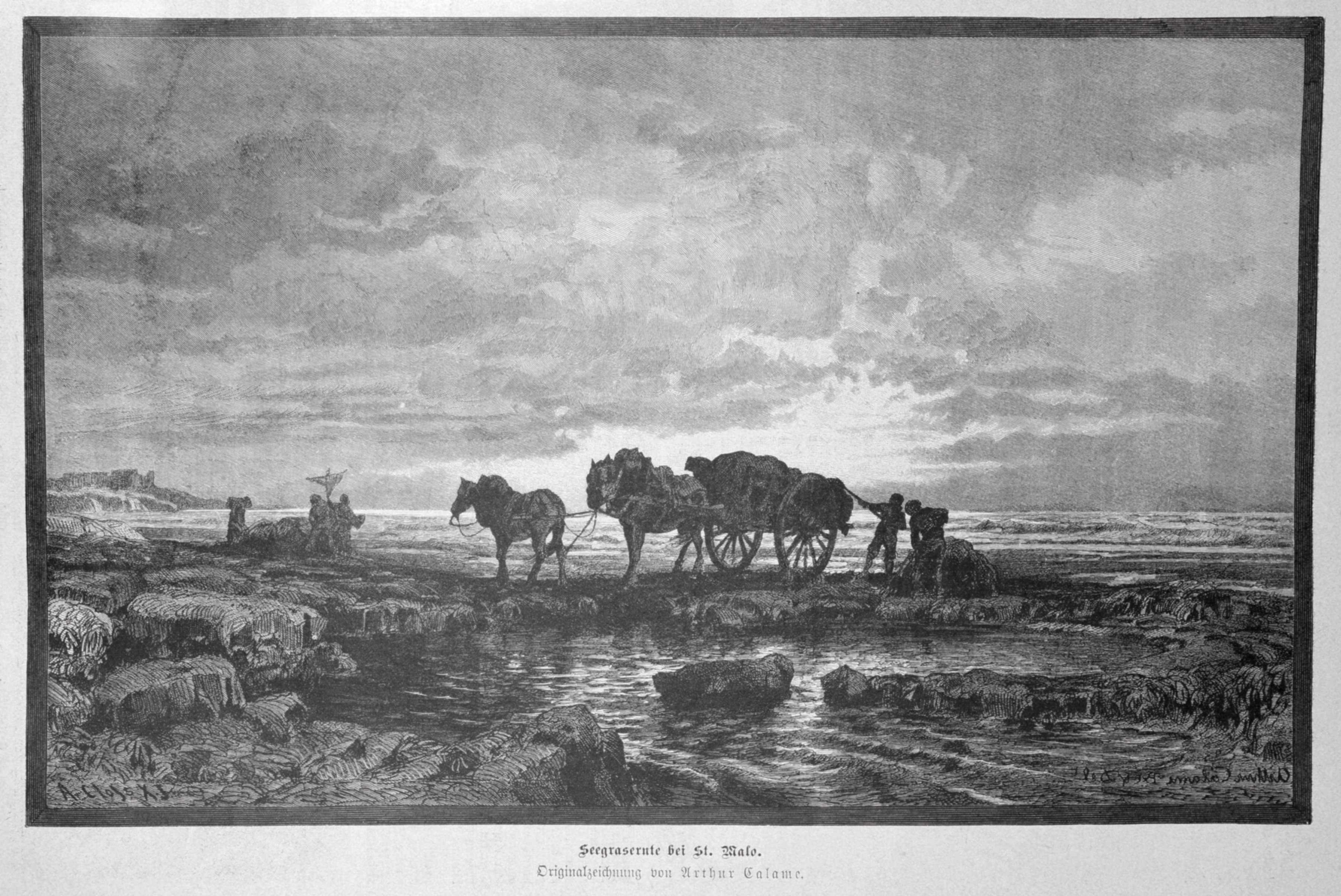
Seegrasernte bei St. Malo, Illustration in der Zeitschrift Die Gartenlaube, 1888

- Sonnenuntergang an der Felsenküste von Le Coisic in der Bretagne, 1882
- Sonnenuntergang auf Bordighera, 1883
- Bei den Pilasti Arcitani vor dem Markusdom in Venedig, 1896
- Illustrationen zu Le sapins de France, E. Meuriot, Paris 1897
- Vierwaldstättersee mit dem Blick auf den Urirotstock, 1900
- Birkenwald, 1900
- Italienisches Küstendorf
- Küstenlandschaft
- Dünen von Ventimiglia